# 이동생활체육시설
이동생활체육시설(泥洞生活體育施設, Idong Sports Facility)은 대한민국 창원시에 있는 체육 시설이다. 게이트볼장 1면, 축구장 1면 등으로 구성되어 있다.

## 참고 문헌
- 《전국 공공체육 시설 현황 (2017년말 기준)》. 대한민국 문화체육관광부. 2019. 2020년 7월 16일에 원본 문서에서 보존된 문서. 2019년 4월 14일에 확인함.